# Чижово (Рязанская область)
Чижово — населённый пункт, входящий в состав Яблоневского сельского поселения Кораблинского района Рязанской области.
Находится в 18 километрах западнее райцентра. Имеет асфальтированный подъезд (Яблонево-Ерлино-Чижово) от автотрассы Р-127 «Пехлец-Кораблино-Скопин».
Состоит из 4 улиц:
- Верхняя улица
- Запрудная улица
- Кутовская улица
- Нижняя улица

Недалеко от Чижово протекают несколько рек:  Дроковка, Марьинка и Молоделка, находится Чижевский лес упоминаемый ещё в 1303 году.

## История названия
До сей поры никто из местных точно не знает, откуда пошло название села. 
Одни считают, что здесь раньше были густые леса, и приехали в эти места несколько мужиков, вроде бы ссыльных, обосновались на этой земле. И назвали их «чужие». И будто бы настигли «чужих» болезни, многие умерли, а захоронили их здесь же, а на месте том водрузили огромный камень. Этот камень и по сей день лежит. Теперь на этом месте сельское кладбище.
Другие считают когда-то очень давно жил в местных лесах разбойник по кличке «Чиж».
Еще одна версия гласит что, село получило своё название по фамилии барина (Чижова или Чижевского).
А самая примитивная версия: в округе водилось много чижей.

## Легенда о Чижовском золоте
По селу ходит легенда, которая в 2004 году была напечатана в районной газете «Кораблинские вести».

Мол, в районе сел Чижово – Маклаково – Казаково был Мамай. Именно через эти поселения, через Дикое поле и рвались вороги к Пронску. Но вот однажды встали на пути орды русские дружины, и была великая сеча. И побили наши татар, и отступила орда, потому что потеряла много своих воинов. И был убит хан татарский. И предали сотоварищи тело хана земле, а рядом коня положили, и дорогую, золотом шитую, сбрую коня того. И другое золотишко…

Много веков пролетело с той поры, а предание сие все живет и не дает людям покоя. Приезжали со стороны любители этого мифического золота сюда, в Чижово, копали, искали ту сбрую, утварь домашнюю татаро-монгол, но не нашли.— Ю.В. Харин. «Кораблинские вести»

## История
По историческим документам, в период XV – начала XVI веков упоминаются селище Чижево, Чижевский лес. Район их расположения относился к вотчине бояр Вердеревских.
В платежных книгах Пехлецкого стана 1594–1597 годов селение с названием Чижево не показано. Однако оно могло существовать, так как некоторые вотчинные деревни в районе Вердерево, Дроково даны в книгах без названия, с указанием только их поселенческого статуса.
По указу царя Михаила Федоровича ряжские писцы Г. Киреевский да подьячий М. Перфильев дали в 1630 году детям Вердеревским выпись из книг письма своего и межеванья. Согласно этой выписи, в старой вотчине Вердеревских упоминаются селище Старое Чижово и деревня Чижово.

## Население
| 1859 | 1906 | 2010 |
| ---- | ---- | ---- |
| 239  | ↗322 | ↘139 |

## Инфраструктура
- Сельский дом культуры

ул. Верхняя, д. 42
- Фельдшерско-акушерский пункт

## Образование
Ранее в селе действовала начальная школа. Но в 2009 году она была ликвидирована.

## Урочище Казаково
Севернее села Чижово на берегу реки Молоделки находится урочище Казаково.
Ранее это была деревня.
Деревня Козаковская (Казокова) упоминается в платежных книгах Пехлецкого стана 1594–1597 годов. В начале XX века в этом районе находились сельцо Старое Казаково, сельцо Казаково и при них три хутора разных землевладельцев. Судя по незначительному количеству дворов в Старом Казакове, его жители переселялись в Казаково. Интересная версия о первых поселенцах деревни, перешедших на ратную службу к Московскому государству Мине Айдарове, Афоне Моклакове, Трошке Пахомое, Тишке Лазареве, пока не находит подтверждения.